# Cantó de Le Morne-Rouge
El cantó de Le Morne-Rouge és una divisió administrativa francesa situat al departament de Martinica a la regió de Martinica.

## Composició
El cantó comprèn la comuna de Le Morne-Rouge.

## Demografia
|  | 5.449 | 5.412 | 4.889 | 5.278 | 5.392 | 5.198 |  |  |  |  |  |  |  |  |  |  |
|  |       |       |       |       |       |       |  |  |  |  |  |  |  |  |  |  |

## Administració
| Període                                  | Identitat   | Partit     | Qualitat |
| ---------------------------------------- | ----------- | ---------- | -------- |
| 2004-2014                                | Jenny Dulys | Osons Oser |          |
| Les dades anteriors no són pas conegudes |             |            |          |